# Chakir Boujattaoui
Chakir Boujattaoui (in arabo شاكر بوجطاوي‎?; Nador, 16 gennaio 1989) è un mezzofondista, siepista e maratoneta marocchino, specializzato in corsa campestre, nei 5 000 metri piani e nella corsa a ostacoli in pista..
Ha vinto la sua prima medaglia ai XVI Giochi del Mediterraneo, conquistando l'argento nei 5 000 metri piani. Nei Campionati del mondo di atletica leggera del 2009 si è classificato undicesimo, prima di terminare lo stesso anno con l'oro nei 5000 m e con l'argento nella corsa a ostacoli da 3000 m ai Giochi della Francofonia del 2009. Boujattaoui ha gareggiato ai Campionati del mondo di corsa campestre e si è classificato ottavo alla corsa del 2009 e dodicesimo nel 2010. È stato squalificato dall’evento del 2010 dopo essere risultato positivo al test per la MIRCERA (una variante dell'eritropoietina, oggi vietata in ambito sportivo in quanto considerata sostanza dopante), e per questo è stato sospeso dalla competizione per due anni.

## Carriera
Un esordiente nell'atletica leggera, Boujattaoui ha iniziato a competere in campo internazionale nel 2008. La sua prima importante competizione sono stati i Campionati del mondo di corsa campestre del 2008 in cui si è classificato quarantesimo. L'anno successivo, essendo migliorato notevolmente, è arrivato all'ottavo posto ai Campionati del mondo di corsa campestre del 2009, portando la squadra maschile del Marocco al sesto posto nella classifica. In seguito ha rappresentato la sua nazione ai XVI Giochi del Mediterraneo registrando un record personale di 8:13.83 minuti nei 3000 metri siepi per la Medaglia d’argento. È stato battuto per l'oro dal compagno di squadra Jamel Chatbi, il quale due mesi dopo è risultato positivo al test per il Clenbuterolo, un tipo di droga.
Boujattaoui ha stabilito un nuovo record nei 5000 metri piani di 13:09.62 al Golden Gala Pietro Mennea, ed è stato selezionato per rappresentare il Marocco ai Campionati del mondo di atletica leggera. È arrivato alla finale dei 5 000 metri del Campionato mondiale classificandosi undicesimo, battendo il suo stesso compatriota, con molta più esperienza, Anis Selmouni. Ha terminato l'anno con una prestazione ai Giochi della Francofonia del 2009 dove ha rivendicato l’argento nella corsa ad ostacoli, prima di vincere la medaglia d’oro nei 5 000 metri.
Ai Campionati del mondo di corsa campestre 2010 si è classificato dodicesimo (guidando nuovamente la squadra maschile del Marocco che in questo caso è arrivata quarta). Tuttavia la sua performance non è stata convalidata in quanto è risultato positivo al test antidroga per la MIRCERA. È stato espulso dalla competizione per due anni, con una sospensione valida fino a Maggio 2012. La sua squalifica ha significato lo spostamento della squadra del Marocco al quinto posto nelle classifiche dei Campionati del mondo di corsa campestre.

## Palmarès
| Anno | Manifestazione | Sede    | Evento       | Risultato | Prestazione | Note |
| ---- | -------------- | ------- | ------------ | --------- | ----------- | ---- |
| 2009 | Mondiali       | Berlino | 5000 m piani | 11º       | 13'23"05    |      |

## Altre competizioni internazionali
2013
- 17º alla Taroudant 10 km ( Taroudant) - 29'13"

2014
- Bronzo alla Dunkerque Half Marathon ( Dunkerque) - 1h05'28"
- 8º alla Parelloop ( Brunssum) - 29'28"
- 7º al Casablanca Memorial Rahal 10K ( Casablanca) - 28'42"

2015
- 4º alla Maratona di Istanbul ( Istanbul) - 2h17'04"

2016
- 6º alla Maratona di Rabat ( Rabat) - 2h15'44"
- 5º alla Adana Half Marathon ( Adana) - 1h02'40"

2017
- Oro alla Kuwait City Marathon ( Kuwait City) - 2h22'27"

## Record personali
| Gara              | Tempo (secondi) | Luogo             | Data           |
| ----------------- | --------------- | ----------------- | -------------- |
| 3 000 metri piani | 7:41.21         | Losanna, Svizzera | 7 luglio 2009  |
| 3 000 metri siepi | 8:13.83         | Roma, Italia      | 10 luglio 2009 |
| 5 000 metri piani | 13:09.62        | Pescara, Italia   | 2 luglio 2009  |

- Tutte le informazioni sono state prese dal profilo IAAF.